# Wolfgang Fröhlich
Wolfgang Fröhlich (* 1953) ist ein deutscher politischer Beamter (CDU).

## Leben
Fröhlich war von 2000 bis 2006 Ministerialdirektor und Amtschef des Ministeriums für Wissenschaft, Forschung und Kunst Baden-Württemberg. Sein Vorgänger in diesem Amt war Rudolf Böhmler. Anschließend hatte Fröhlich ab 2006 als Nachfolger von Thomas Halder dieselbe Position im Ministerium für Kultus, Jugend und Sport Baden-Württemberg inne. Nach der Bildung des grün-roten Kabinetts Kretschmann I wurde er im Mai 2011 in den einstweiligen Ruhestand versetzt. Ihm folgte Margret Ruep nach.
Fröhlich war bis 2019 für die CDU Mitglied des Gemeinderats von Tamm.